# Онкилоны
Онкило́ны (иногда употребляют вариант анкилоны, от чукотск. ан’к’альыт) — легендарный народ, ранее живший на Чукотке, а потом переселившийся на острова в Северном Ледовитом океане. В переводе с чукотского этноним означает «морской народ», «береговой житель»; береговые чукчи до сих пор себя называют анк’алъыт.

## Миф об онкилонах
Согласно народному преданию, записанному Ф. П. Врангелем в 1824 году, онкилоны некогда занимали всё пространство от Шелагского мыса до Берингова пролива, но под натиском чукчей переселились на острова в Северном Ледовитом океане. Доказательством данной легенды служили разбросанные по всему этому берегу останки хижин, которые по своей архитектуре отличались от жилищ чукчей и представляли собой покрытые землёй полуземлянки на каркасе из китовых рёбер. По легенде жителей деревни Рыркайпий давным-давно предводитель онкилонов Крехай убил старшину оленных чукчей Еримма, чем навлёк на себя гнев сына последнего. Крехай «долгое время скитался и наконец скрылся на м. Ир-Кайпи, где доселе видна природная стена, за которой он поселился. Но молодой чукча Еррим, жаждая мщения за смерть отца своего, нашёл средство ворваться туда...» и убил сына Крехая, после чего Крехай ночью бежал в море на лодке. Сначала Крехай остановился на Шалауровом острове, где собрал всех рассеянных чукчами онкилонов и вместе со своим народом на 15 байдарах уплыл на неизученный остров, который люди видели с мыса Якан (чуть позже на тот остров самостоятельно переселились ещё онкилоны из Чукотки).

Онкилоны резко выделялись среди чукчей телосложением, одеждой и языком. По наблюдению Врангеля, язык онкилонов был непонятен кочевым оленным чукчам и имел много общего с языком оседлых чукчей на берегах Берингова пролива:
«Говорят, что язык сего народа был непонятен кочующим оленным чукчам и много сходствовал с наречием оседлых чукчей на берегах Берингова пролива, доселе живущих в землянках, устроенных на китовых рёбрах с одним только входом сверху. Впрочем, достаточно доказано, что оседлые чукчи составляют с алеутами и гренландцами одно поколение, распространённое таким образом по берегам Ледовитого моря, от восточных краёв Америки до Шелагского мыса».
По мнению исследователя Чукотской земли капитана Биллингса, язык онкилонов имел много общего с языком кадьякских алеутов, которые в свою очередь являются родственниками гренландцев.

## В поисках онкилонов

### Происхождение
Вдохновлённый легендой, Ф. П. Врангель пытался доплыть до неизведанной земли, но не смог (впоследствии в этом районе обнаружили крупный остров, который назвали в честь Врангеля). А. Э. Норденшельд во время плавания на корабле «Вега» обнаружил на мысе Рыркайпий руины поселения, в вечной мерзлоте были найдены каменные и костяные предметы — топоры, ножи, наконечники копий и стрел, скребки. У многих из этих предметов сохранились костяные и деревянные рукоятки, которые ремешками крепились к наконечникам орудий. Все эти находки Норденшельд атрибутировал как принадлежавшие онкилонам.
«Почти все путешественники по Чукотской земле упоминают об остатках там старинных подземных юрт, в которых дерево нередко заменялось китовыми рёбрами. По свидетельству Врангеля, такие остатки встречаются на всём побережье Ледовитого океана между Беринговым проливом и Шелагским мысом. Экспедиция с парохода „Вега“ тоже напала на следы их, например у мыса Ираклия (северного) и в других местах. В иных из таких юрт были найдены старинные каменные и костяные орудия, а некоторые служили нынешним Чукчам погребами для хранения мяса и сала. Сарычеву они попадались и дальше на запад от Баранова камня. Эти старинные жилища приписываются народу Онкилонам».
В другом месте своей книги Норденшельд пишет, что за мысом Дежнёва на берегу Берингова моря обитают родственные эскимосам онкилоны Врангеля и намолло Литке (впрочем он описывает их как ассимилировавшихся с чукотским населением).
Принадлежность онкилонов к эскимосам поддерживают Г. А. Меновщиков, Георг Хартвиг.
Им противостоят авторы Сергей Арутюнов и Дориан Сергеев, которые называют Крехая «вождём группы приморских чукчей, переселившихся с Чукотского полуострова на запад ещё до прихода первых русских землепроходцев и, следовательно, Ф. П. Врангель допустил в данном случае ошибку, считая Крехая эскимосом».
А. М. Кондратов в книге «Была земля Арктида» разбирает вопрос этнической принадлежности онкилонов и, исходя из записей Врангеля, делает вывод, что легендарные онкилоны — это эскимосы или береговые чукчи, перенявшие эскимосский образ жизни, или юкагиры, которые в то время обитали на чукотском берегу Северного Ледовитого океана. Многие чукотские роды после миграции из глубины Чукотки к морскому берегу перенимали некоторые обычаи эскимосов (морской промысел, плавание по морям), но при этом не отказывались от исконно чукотских обычаев (например, оленеводства). Онкилонский старшина Крехай, по легенде, водил оленей, что нетипично для эскимосов — чисто морского народа, потому и возникла идея, что онкилоны могли быть береговыми чукчами. Определить границы проживания береговых чукчей и чистокровных эскимосов смог известный русский и советский учёный-этнограф В. Г. Богораз только в 1901 году.
Ф. Х. Плениснер ещё до Врангеля по рассказам чукчей нанёс на карту остров Китеген (впоследствии — Земля Тикеген), населённый «оленными людьми хрохай». Ряд авторов возводят этноним «хрохай» к имени «Крэхой» и отождествляют хрохаев с онкилонами.

### Куда ушли онкилоны?
Онкилоны, по легенде, оставили материк в первой половине XVII века. Чукчи убеждены, что онкилоны существовали и на Чукотке, и показывают тропы онкилонов.
По мнению В. В. Глушкова из ИИЕТ РАН, воинственные чукчи вытеснили онкилонов с родного острова Врангеля. Онкилоны переселились на Новосибирские острова, где из-за тектонической активности климат был мягче, а над хребтом Гаккеля западнее и северо-западнее острова Котельный существовала обширная полынья. Всё так же согласно гипотезе Глушкова, климат на Новосибирских островах изменился, и онкилоны мигрировали через циркумполярную зону, став эскимосами Аляски или Гренландии; либо перебрались на существовавшую ещё землю Санникова или вернулись на Евразийский материк.
По мнению И. С. Вдовина, Крехай увёл онкилонов не на северные острова, а ушёл на запад, где первоначально поселился на Медвежьих островах (против устья реки Большой Чукочьей), но вскоре оттуда перешёл на материк и двинулся опять на запад. В подтверждение своей версии И. С. Вдовин приводит воспоминания сержанта Андреева, который в 1763 году на Медвежьих островах нашёл остатки земляных жилищ. Отсутствие домашней утвари или следов гибели людей говорит, что жители ушли сами, вероятно, на приморское побережье в районе рек Большой и Малой Чукочьих и Алазеи. На острова они приезжали охотиться, как сообщал ещё в 1647 году М. Стадухин.

## Онкилоны в культуре

### Роман «Земля Санникова»
В романе В. А. Обручева «Земля Санникова» онкилоны — это изначально жившее на берегах Чукотки племя, которое из-за войны с чукчами на 15 байдарах переселилось на острова Северного Ледовитого океана. Последние онкилоны во главе со старейшиной Крехаем отплыли с острова Шалаурова, чукотское название которого — Айнауткон («место призыва, созыва»). Этот остров впоследствии являлся местом сбора во время чукотских межплеменных войн и празднеств. С непригодных для жизни островов онкилоны последовали за перелётными птицами на север, где поселились на земле Санникова. Согласно роману онкилоны к моменту появления путешественников прожили на острове 424 года.
На момент написания романа (1924 год) исследования Северного Ледовитого океана значительно уступали современным, подогревая веру в неоткрытые земли. Поэтому в заключении книги Обручев допускал вероятность существования обширного острова вулканического происхождения (аналога Исландии), благоприятного для проживания человека и животных. Сегодня очевидна ошибочность этой гипотезы.

### Фильм «Земля Санникова»
В экранизации романа Обручева «Земля Санникова» (1973) создатели фильма, чтобы показать необычность онкилонов, надели на актёров белые парики. Художник по костюмам Алина Будникова вспоминает:
«Я ездила в этнографический музей в Ленинграде, просмотрела уйму документов, в архивах нашла удивительные вещи, которые можно было сшить даже из рыбьих пузырей. На моих эскизах онкелоны были с тёмными волосами и голубыми глазами. Режиссеры решили, что они ближе к монголоидной расе. Юра Назаров обмолвился: „А почему бы не сделать их светловолосыми?“ Все решили: так онкелоны на самом деле будут выглядеть экзотичнее — и на них надели светлые парики».
Экзотических онкилонов в фильме представляли танцоры, набранные из балетных трупп по всей стране — от Казахстана до Бурятии, а роль их шамана сыграл профессиональный артист балета из Чечено-Ингушетии Народный артист СССР Махмуд Эсамбаев.